# Dougong
Ne doit pas être confondu avec Dugong.

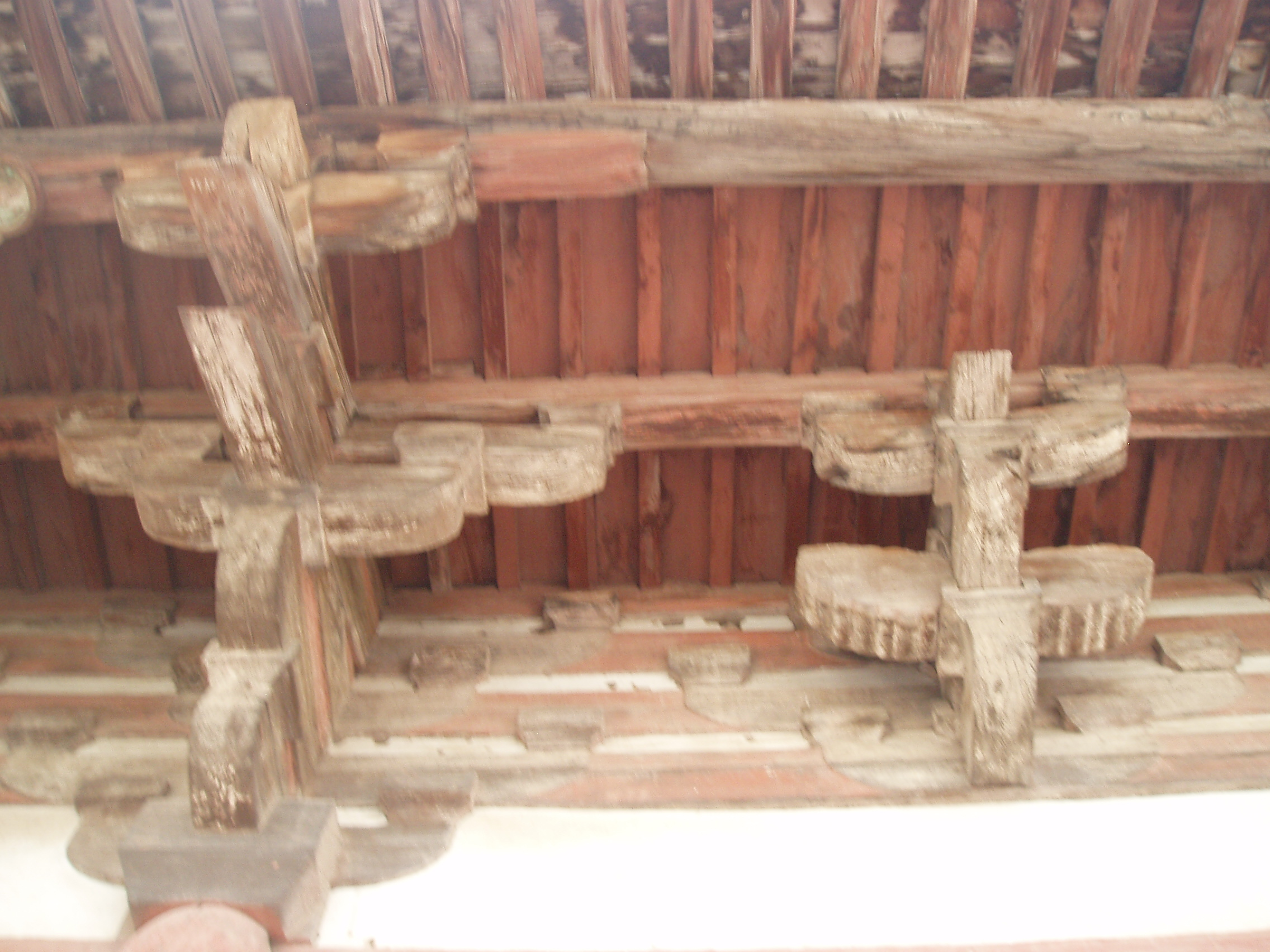
Dougong situé à l’intérieur du hall est du temple de Foguang, qui a été construit en 857 sous la dynastie Tang.

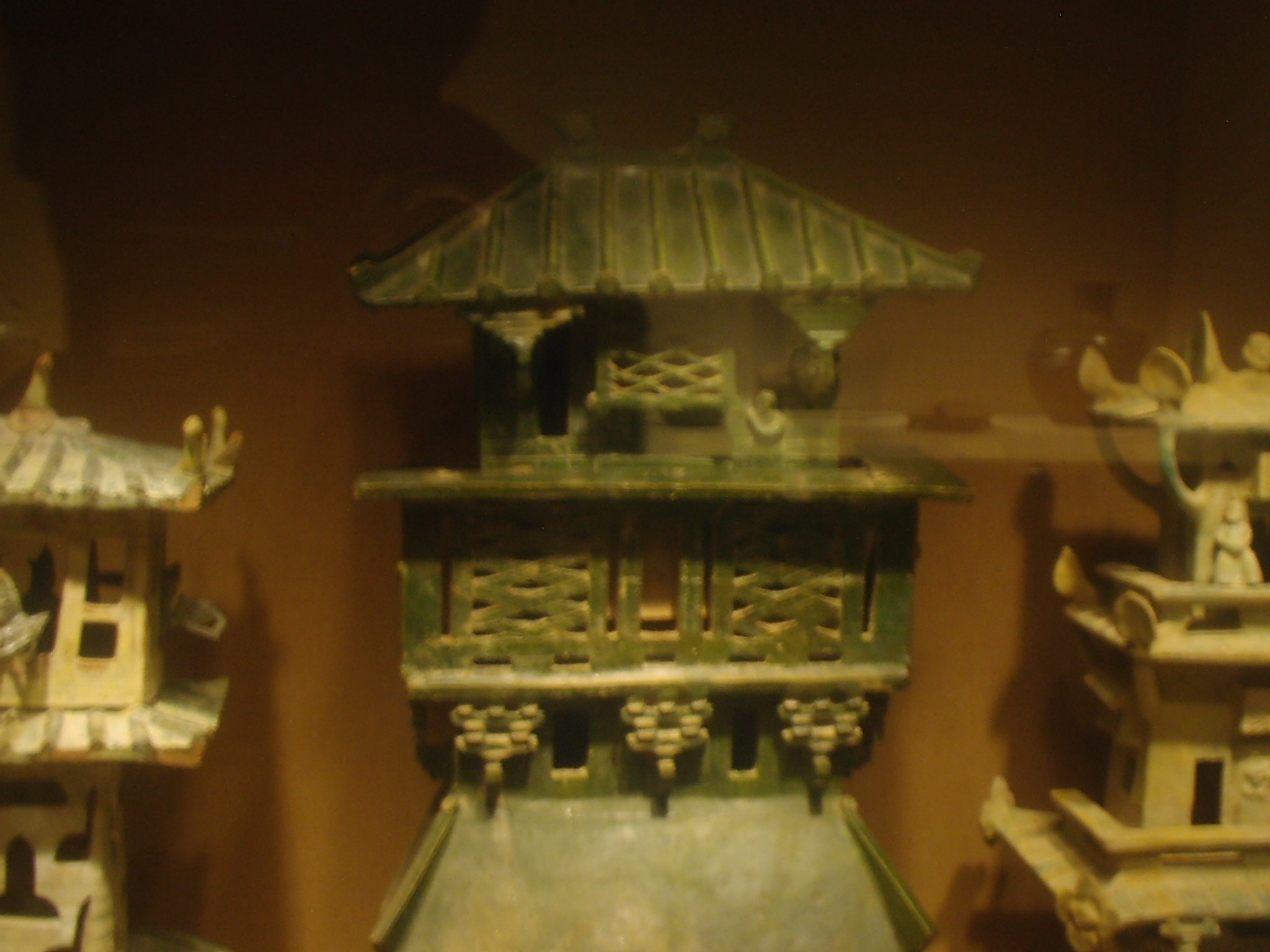
Maquette de tour de garde avec des dougong, datant de la période des Han orientaux (25-220).

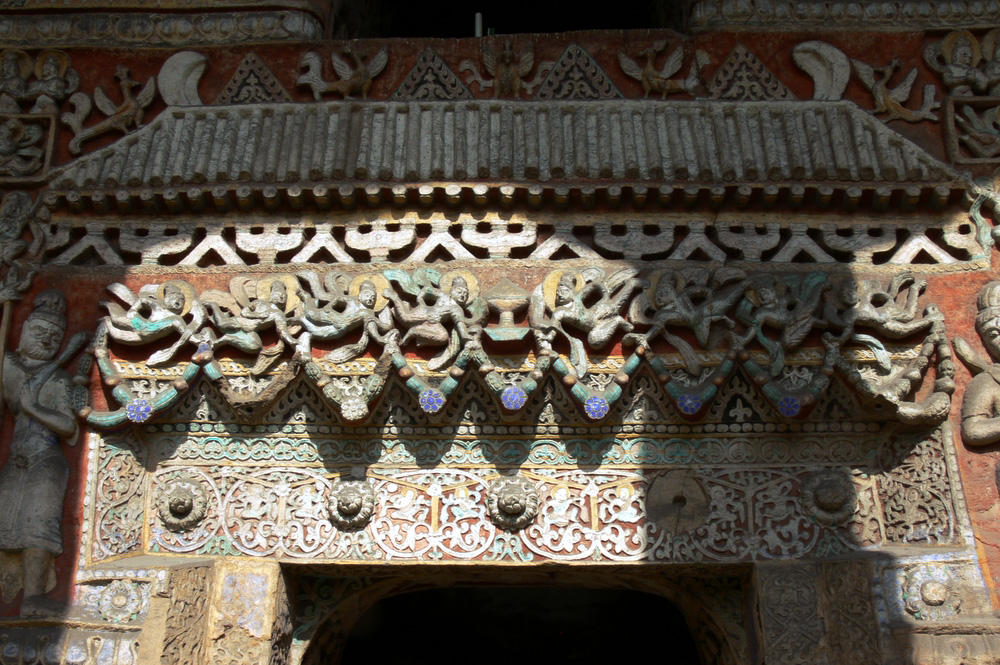
Une pierre sculptée en relief située au-dessus de l’entrée d’une des grottes de Yungang (province du Shanxi) et datant de la dynastie des Wei du Nord (386-535). Les gravures sculptées sur cette pierre ont été créées pour ressembler à des dougong.

Un dougong (chinois : 斗拱 ; pinyin : dǒugǒng) est un élément architectural spécifique au monde chinois, basé sur un emboîtement de supports en bois. Servant au début à fixer les structures des toits sur des piliers et des colonnes, ils évoluent avec le temps pour devenir un ornement. C'est un des éléments les plus importants de l’architecture chinoise traditionnelle.

## Histoire
L’utilisation de dougong est attestée pour la première fois dans les bâtiments construits dans les derniers siècles avant J.-C. et leur usage par les Chinois se généralise dès la période des Printemps et Automnes (770-476 av. J.-C.). Ils évoluent au fil des siècles et se développent pour devenir un ensemble complexe de pièces de bois emboîtables. Les morceaux composant les dougong sont assemblés juste par emboitage, sans usage de colle ou d'agrafes, grâce à la précision et à la qualité des pièces de menuiserie utilisées. Ce premier usage des dougong atteint son apogée sous les dynasties Tang et Song.
Après la dynastie Song commence une évolution des techniques de construction qui s'achève sous la dynastie Ming et fait que les dougong sont de moins en moins utilisés comme éléments structurels. Ils deviennent alors des ornements des palais et édifices religieux. Il s'agit là d'un nouveau type de dougong, qui n'a que peu de point commun avec les anciens, à part l'aspect extérieur.

## Fonction

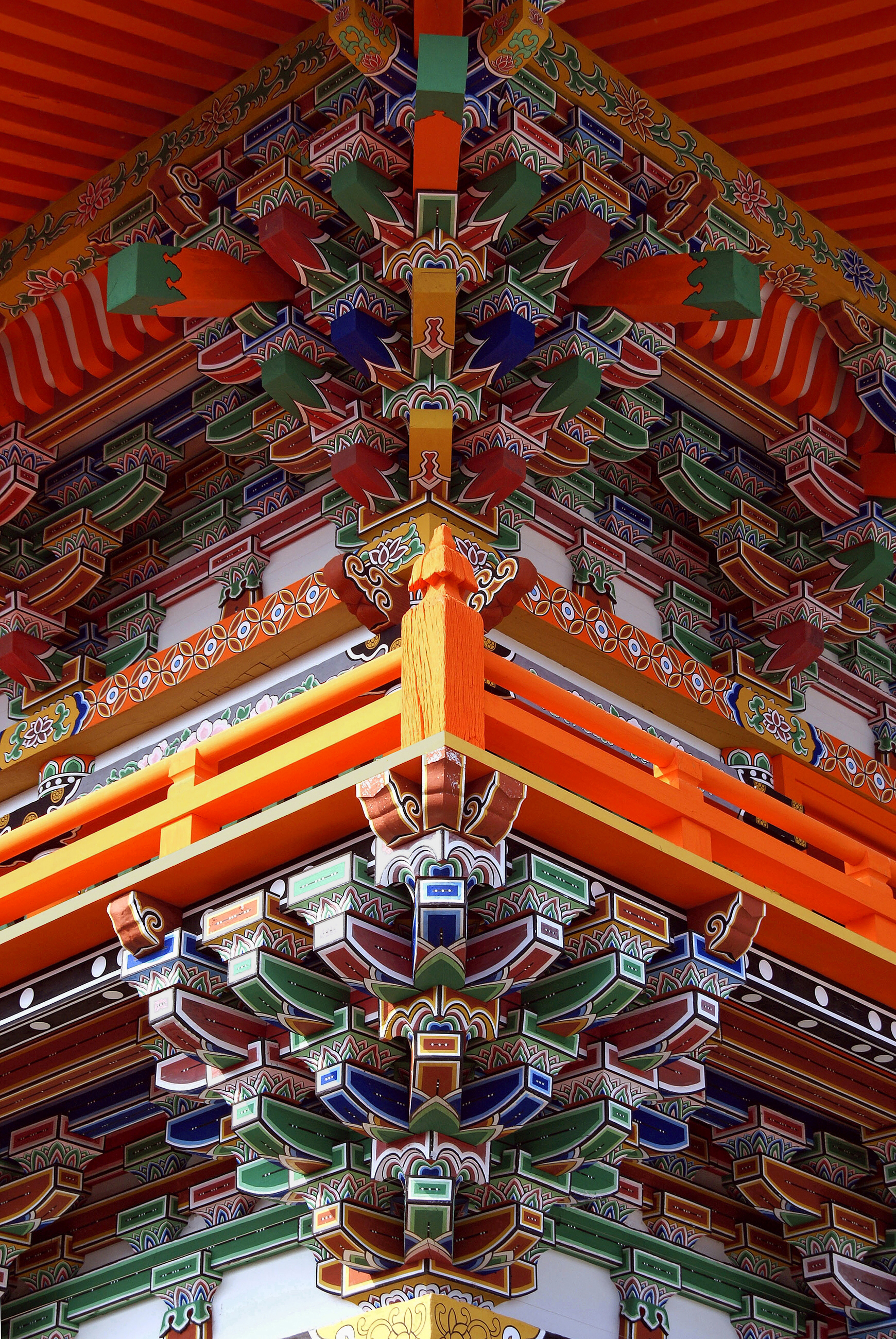
Dougong colorés supportant un toit au temple de Sagami-ji, Japon.

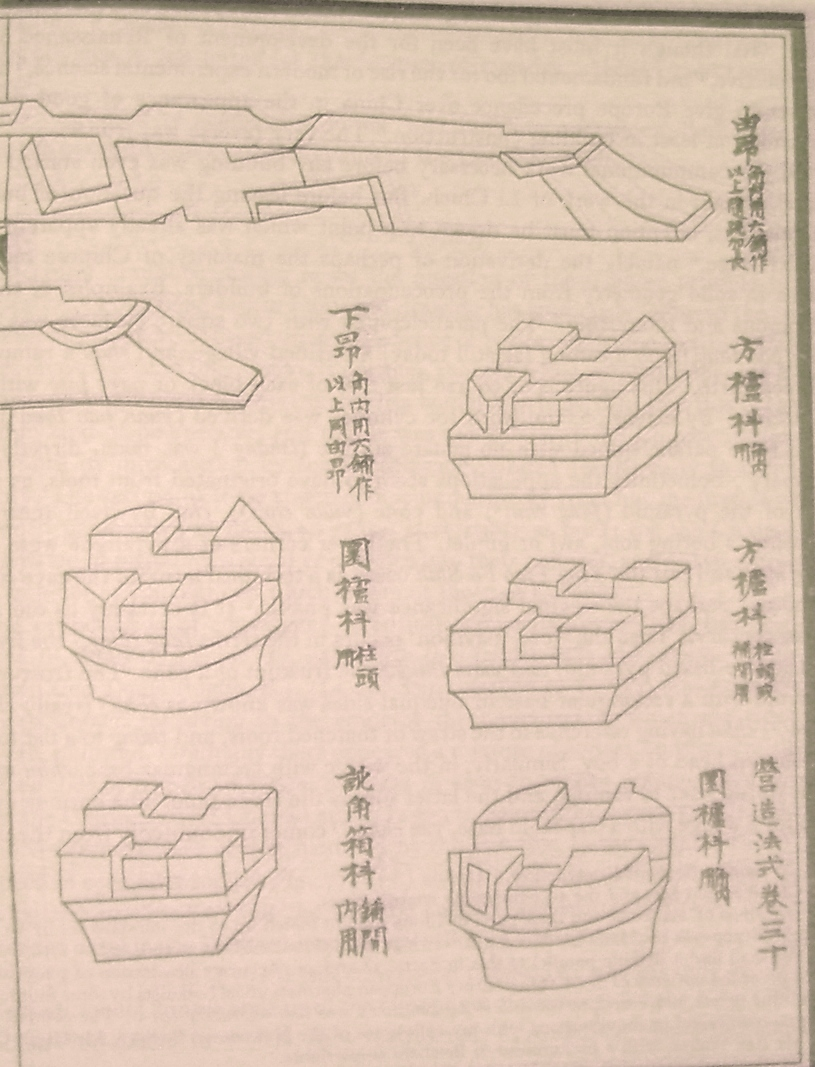
Schémas représentant des supports et des poutres en porte-à-faux, provenant du Yingzao Fashi, un traité d'architecture publié en 1103, pendant la dynastie Song.

Les dougong font partie du système de supports en bois utilisé dans les constructions chinoises traditionnelles en bois. Ces supports sont indispensables pour que ces bâtiments puissent exister, car ils n'ont pas de mur porteurs et ce sont les piliers de soutènement qui supportent tout le poids de la structure et assurent sa solidité. Les murs en eux-mêmes ne sont que des murs-rideaux, parfois à base de treillage, de terre crue et divers autres matériaux. Leur rôle est de délimiter des espaces dans la structure et non d'en supporter le poids.
Les différents éléments de la partie de la structure qui supporte le poids du bâtiment sont fabriqués grâce à plusieurs jeux d'emboîtements. Chacun d'entre eux est formé en plaçant un gros bloc de bois (dou) sur une colonne, pour fournir une base solide aux supports en forme d’arc (gong) qui soutiennent soit la poutre soit un autre gong situé au-dessus du premier. Les dougong servent à répartir le poids des poutres horizontales, en transférant le poids des poutres d'une zone donnée, sur les colonnes verticales ou les piliers du bâtiment. Ce processus peut être répété plusieurs fois et l'ajout de plusieurs jeux de dougong permet de réduire d'autant le poids que supportent les poutres horizontales en le transférant sur une ou plusieurs colonnes. Ce système permet de réduire les déformations des poutres provoquée au fil du temps par le poids qu'elles supportent, tout en permettant aux structures d’être assez élastiques pour résister aux dommages causés par les tremblements de terre.
Pendant la dynastie Ming, de nouveaux composants en bois sont inventés, dans le but d'aider les dougong à soutenir le toit. Les dougong n'ayant plus besoin d'être aussi massifs, ils deviennent plus petits, plus nombreux et plus visibles, ce qui en fait dès lors un élément décoratif des bâtiments chinois. À partir de cette époque, les dougong peuvent être installés sous les avant-toits, donnant à ces derniers l’apparence de gracieux paniers de fleurs, tout en soutenant le toit.
Le temple de Bao'en dans le Sichuan est un bon exemple du style Ming. C’est un complexe de monastères bien préservé, datant du XVe siècle et situé dans le nord-ouest de la province du Sichuan. Il a été construit par Wang Xi, un chef tribal local, entre 1440 et 1446, pendant le règne de l’empereur Ming Yingzong (1427-1464). On y trouve 2 200 dougong, répartis entre 48 différents types, servant à soutenir et décorer le temple.